# Caramanta
Caramanta là một khu tự quản thuộc tỉnh Antioquia, Colombia. Thủ phủ của khu tự quản Caramanta đóng tại Caramanta Khu tự quản Caramanta có diện tích 86 ki lô mét vuông. Đến thời điểm ngày 28 tháng 5 năm 2005, khu tự quản Caramanta có dân số 7197 người.